# Нефтегазоносные бассейны Казахстана

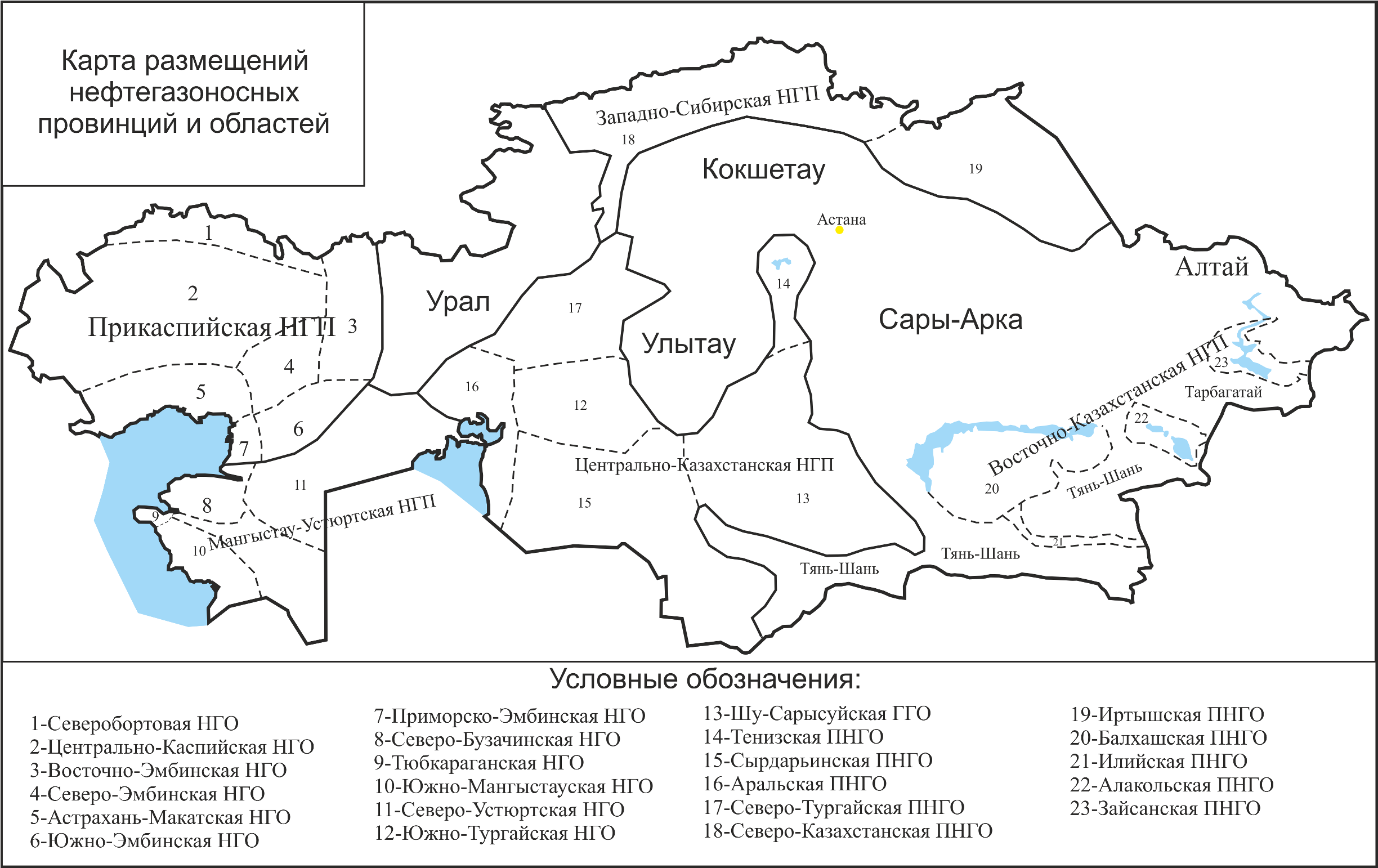
Нефтегазоносные провинции Казахстана

Нефтегазоносные бассейны Казахстана — согласно схеме нефтегеологического районирования по А. А. Бакирова, на территории Казахстана расположены 5 выявленных и перспективных нефтегазоносных провинций. В выявленных провинциях к настоящему времени открыто более 200 нефтяных, газовых, нефтегазовых и конденсатных месторождений.
Из них гиганты — это Кашаган, Тенгиз, Карашыганак.
К нефтегазовым перспективным структурам Казахстана относится Жамбай Южный морской, Курмангазы, Каламкас-море и т. д.

## Подразделение нефтегазоносных бассейнов Казахстана
Казахстан делится на 5 нефтегазоносные провинции:
1. Прикаспийская НГП — находится в западной части страны, за горами Мугоджары. Провинция относится к платформенному типу палеозойский чехол и протерозойский фундамент.
- Южно-Эмбинская
- Северо-Эмбинская
- Восточнобортовая
- Северобортовая
- Западно-Прикаспийская
- Северо-Каспийская
- Средне-Прикаспийская
- Северо-Каспийский шельф

2. Западно-Сибирская нефтегазоносная провинция — находится в северной и северо-восточной части Казахстана выше Кокшетауских гор. Провинция относится платформенному типу мезозойский чехол и палеозойский фундамент.
- Северо-Казахстанская
- Иртышская

3. Северо-Кавказско-Мангышлакская НГП — находится в юго-западной части Казахстана, на полуострове Мангистау и протягивается по Кавказу и до Чёрного моря. Провинция относится платформенному типу мезозойский чехол и палеозойский фундамент.
- Южно-Мангистауская

4. Туранская НГП — протягивается с севера на юг, от Российской границы до Узбекистанской границы, между Мугоджар и Казахским мелкосопочником. Провинция относится платформенному типу мезозойский чехол и палеозойский фундамент.
- Южно-Тургайская
- Северо-Устюртская
- Северо-Бузашинская
- Сырдарьинская
- Северо-Тургайская
- Аральская

5. Тянь-Шань-Памирская НГП — находится в восточной части Казахстана за Тургайским прогибом, многие области находятся между горами и до гор. Провинция относится геосинклинального типу разные чехлов и фундаментов.
- Чу-Сарысуйская
- Тенизская
- Балхашская
- Илийская
- Алакольская
- Зайсанская

Иногда выделяют ещё Мангыстау-Устюртскую и Центрально-Казахстанскую провинции.